# Roszki-Bór
Roszki-Bór (wcześniejsza nazwa Bór) – część wsi Roszki, w Polsce, w województwie wielkopolskim, w powiecie krotoszyńskim, w gminie Krotoszyn. Miejscowość wchodzi w skład sołectwa Roszki.
W latach 1975–1998 miejscowość położona była w województwie kaliskim.